# Jimmy Heuga
Jimmy Heuga, född 22 september 1943 i San Francisco, död 8 februari 2010, var en amerikansk alpin skidåkare.
Heuga blev olympisk bronsmedaljör på slalom vid vinterspelen 1964 i Innsbruck.